# Hermann Lübbe
Hermann Lübbe (Aurich, 31 de dezembro de 1926) é um filósofo alemão. Professor emérito de Filosofia e Teoria Política da Universidade de Zurique, membro da Academia de Ciências de Berlim e ex-presidente da Sociedade Alemã de Filosofia. Graças à sua contribuição aos debates políticos contemporâneos, tornou-se conhecido para além dos círculos acadêmicos. Ao lado de Odo Marquard, Robert Spaemann, Martin Kriele e Ernst-Wolfgang Böckenförde, Lübbe é considerado um dos mais importantes membros do grupo de filósofos do Collegium Philosophicum fundado por Joachim Ritter (Ritter-Schule) na Universidade de Münster.

## Biografia
De 1947 a 1951 Lübbe estudou filosofia, teologia e sociologia em Göttingen, Münster e Freiburg. Dos seus professores, os que mais o influenciaram foram Joachim Ritter e Heinrich Scholz. Igualmente importante para o desenvolvimento de seu pensamento foi o íntimo contato que manteve com a fenomenologia de Wilhelm Schapp, que fora o segundo orientando de Edmund Husserl em Göttingen. Após concluir o doutorado com uma tese sobre Immanuel Kant, Lübbe foi assistente de Gerhard Krüger em Frankfurt, onde frequentou seminários de Max Horkheimer e Theodor Adorno. Em 1956, obteve sua livre-docência em Erlangen com um estudo sobre A filosofia transcendental e o problema da história. Em seguida, lecionou como assistente em Erlangen, Hamburgo, Colônia e Münster.
De 1963 a 1969 Lübbe foi professor catedrático na recém-fundada Universidade de Bochum, e de 1966 a 1970 exerceu o cargo de Secretário de Estado de Educação da Renânia do Norte-Vestfália. Em 1969 tornou-se professor de Filosofia Social na Universidade de Bielefeld, onde permaneceu até 1973. De 1971 a 1991, ano em se aposentou, Lübbe foi Professor Honorário de Filosofia e Teoria Política na Universidade de Zurique. Desde maio de 2004, é "senior fellow" na Universidade de Duisburg-Essen.
Entre 1975 e 1978, foi Presidente da Sociedade Alemã de Filosofia. Hermann Lübbe é membro de numerosas sociedades científicas em seu país e no exterior, tendo recebido inúmeros prêmios e distinções, incluindo o Prêmio de Ensaística Ernst Robert Curtius (1990) e o Prêmio da Fundação Hanns-Martin Schleyer (1995). Em 1996 recebeu a Grande Cruz de Mérito da República Federal da Alemanha, e em 2000 e o título de doutor honoris causa da Faculdade de Teologia Evangélica da Universidade de Munique.
Em 2007, veio a público que Lübbe teria se filiado ao Partido Nacional-Socialista dos Trabalhadores Alemães (NSDAP) em 1944, quando tinha apenas 17 anos. Em entrevista, ele afirmou não se lembrar se essa filiação foi voluntária ou se aconteceu à sua revelia. O debate historiográfico que se seguiu, sobre a existência de filiações compulsórias em massa nos últimos anos da Segunda Guerra Mundial, não chegou a resultados conclusivos. A partir da década de 1950, Lübbe, que se define como um pensador liberal, atuou no Partido Social-Democrata Alemão (SPD).
Lübbe vive em Bielefeld.

## Obra
A obra de Lübbe é caracterizada por uma grande variedade temática e metodológica, pelo contínuo esforço de reflexão em torno de temas relativos ao momento histórico presente e à praxis político-cultural, pela fundamentação da reflexão filosófica a partir de dados empíricos da realidade atual (é um árduo crítico do que chama de "desprezo do cotidiano" pelos filósofos), assim como por sua competência estilística e seu perfil frequentemente polêmico e engajado. Suas primeiras publicações importantes tratam da história dos conceitos e da história das ideias filosóficas (Filosofia política na Alemanha, 1963; Secularização, 1965), assim como da análise de autores como Ernst Mach, Ludwig Wittgenstein, Edmund Husserl e Wilhelm Schapp (Consciência em histórias, 1972).
Em uma grande quantidade de escritos, Lübbe se dedica a temas de filosofia política e representa um ponto de vista decididamente liberal, fiel à tradição do Iluminismo. É um crítico veemente das filosofias da história em geral e da teorias totalitárias em particular. Ante o rigorismo de uma ética da convicção própria das "grandes ideologias" totalitárias, Lübbe enfatiza a importância do "common sense" e da moral convencional para o desenvolvimento da faculdade do juízo político. Embora sempre tenha sublinhado a importância dos trabalhos de Theodor Adorno, Lübbe notabilizou-se, dentre outras razões, por suas polêmicas com Jürgen Habermas e outros herdeiros da Escola de Frankfurt. Estes caracterizaram Lübbe, Marquard e Spaemann como "neoconservadores". Lübbe referiu-se a seus adversários como representantes de um "marxismo tardio".
Outro importante campo de trabalho de Lübbe foi desenvolvido sistematicamente em seu livro Conceito de história e interesse histórico (1977). Em estreito diálogo com as obras de Reinhart Koselleck, Wilhelm Schapp e Niklas Luhmann, Lübbe critica as filosofias da história e defende a reabilitação epistemológica do historicismo. Uma vez que histórias sempre representam um complexo aglomerado de ações conscientes, acasos e consequências não pretendidas daquelas ações, o curso das histórias não pode ser reduzido a leis gerais, inviabilizando-se, assim, qualquer prognóstico quanto ao seu desenvolvimento futuro.
Na medida em que compõem-se de incontáveis elementos contingentes e de outras tantas consequências disfuncionais, histórias só podem ser narradas. Qualquer teoria abrangente do processo histórico está, de antemão, condenada ao fracasso. Já o interesse por histórias baseia-se essencialmente, por um lado, na capacidade que elas têm de construir identidades enquanto "processos de individualização de sistemas", e, por outro, no fato de que os fenômenos sociais só podem ser explicados historicamente, isto é, narrativamente.
Seu livro Im Zug der Zeit (1992) desenvolve, em suas próprias palavras, uma "fenomenologia da dinâmica evolucionária de nossa civilização atual", e cuja importância é reconhecida inclusive por representantes da terceira geração da Escola de Frankfurt, como é o caso do sociólogo Hartmut Rosa. Para Lübbe, o desenvolvimento das modernas sociedades técnico-científicas se caracteriza por uma acelerada dinâmica civilizacional, o que faz com que as estratégias de orientação tradicionais e as formas de vida com que estamos familiarizados tendam a desaparecer. Uma das consequências paradoxais do processo de "encolhimento do presente" (Gegenwartsschrünpfung) é a formação e valorização compensatória de um "sentido histórico", o qual se manifesta principalmente nas ciências humanas, bem como em fenômenos como a crescente musealização e a ênfase na preservação do patrimônio histórico.
A religião, outro tema importante em sua obra, preservaria sua função nas sociedades marcadas pela aceleração civilizacional. Na esteira de Arnold Gehlen, Lübbe vê nela um mecanismo cultural que visa a "superação de contingências". Já na década de 1960, e em sentido oposto ao de Habermas, Lübbe explorava o conceito de secularização por meio da História dos conceitos, vendo nesta noção, essencialmente, um conceito político e não uma categoria descritiva. Numa perspectiva histórico-social, portanto, a religião não estaria condenada na modernidade, dando-se antes o contrário. Ela é, para Lübbe, uma "vitoriosa do processo de modernização".
As intervenções de Lübbe nos debates políticos da República Federal da Alemanha repetidamente foram alvo de controvérsia, especialmente por ocasião de sua polêmica com o movimento estudantil e a oposição extra-parlamentar nos anos 1960 e 1970. Lübbe acusou a ambos de exercerem uma influência nociva sobre a política pública para o ensino médio e superior, além de legitimar indiretamente o terrorismo de esquerda da década de 1970.
Nos últimos anos uma série de estudos têm sido dedicados à sua extensa obra, cuja importância se estende à história dos conceitos, à sociologia da modernidade e à teoria do conhecimento histórico.

## Publicações em alemão
- Die hegelsche Rechte. (1962)
- Politische Philosophie in Deutschland: Studien zu ihrer Geschichte. (1963)
- Säkularisierung: Geschichte eines ideenpolitischen Begriffs. (1965)
- Der Streit um Worte: Sprache und Politik. (1967)
- Theorie und Entscheidung: Studien zum Primat der praktischen Vernunft. (1971)
- Hochschulreform und Gegenaufklärung: Analysen, Postulate, Polemik zur aktuellen Hochschul- und Wissenschaftspolitik. (1972)
- Bewusstsein in Geschichten: Studien zur Phänomenologie der Subjektivität: Mach, Husserl, Schapp, Wittgenstein (1972)
- Fortschritt als Orientierungsproblem: Aufklärung in der Gegenwart. (1975)
- Unsere stille Kulturrevolution. (1976)
- Wissenschaftspolitik: Planung, Politisierung, Relevanz. (1977)
- Geschichtsbegriff und Geschichtsinteresse: Analytik und Pragmatik der Historie. (1977)
- Wozu Philosophie? Stellungnahmen eines Arbeitskreises. (1978)
- Endstation Terror: Rückblick auf lange Märsche. (1978)
- Philosophie nach der Aufklärung: Von der Notwendigkeit pragmatischer Vernunft. (1980)
- Zwischen Trend und Tradition: Überfordert uns die Gegenwart? (1981)
- Zeit-Verhältnisse: Zur Kulturphilosophie des Fortschritts. (1983)
- Religion nach der Aufklärung. (1986, 3. edição 2004)
- Politischer Moralismus: Der Triumph der Gesinnung über die Urteilskraft. (1987)
- Fortschrittsreaktionen: Über konservative und destruktive Modernität. (1987)
- Die Aufdringlichkeit der Geschichte: Herausforderungen der Moderne vom Historismus bis zum Nationalsozialismus. (1989)
- Freiheit statt Emanzipationszwang: Die liberalen Traditionen und das Ende der marxistischen Illusionen. (1991)
- Der Lebenssinn der Industriegesellschaft: Über die moralische Verfassung der wissenschaftlich-technischen Zivilisation. (1992)
- Im Zug der Zeit: Verkürzter Aufenthalt in der Gegenwart. (1992)
- Abschied vom Superstaat: Vereinigte Staaten von Europa wird es nicht geben. (1994)
- Zeit-Erfahrungen: Sieben Begriffe zur Beschreibung moderner Zivilisationsdynamik. (1996)
- Modernisierung und Folgelasten: Trends kultureller und politischen Evolution. (1997)
- Die Zukunft der Vergangenheit: Kommunikationsnetzverdichtung und das Archivwesen. (2000)
- Ich entschuldige mich. Das neue politische Bussritual. (2001)
- Politik nach der Aufklärung: Philosophische Aufsätze. (2001)
- Wissenschaft und Religion nach der Aufklärung: Über den kulturellen Bedeutsamkeitsverlust wissenschaftlicher Weltbilder. (2001)
- Aufklärung anlasshalber: Philosophische Essays zu Politik, Religion und Moral. (2001)
- Medien- und Gesellschaftswandel. (2002)
- Modernisierungsgewinner: Religion, Geschichtssinn, direkte Demokratie und Moral. (2004)
- Die Zivilisationsökumene: Globalisierung kulturell, technisch und politisch. (2005)
- Vom Parteigenossen zum Bundesbürger: Über beschwiegene und historisierte Vergangenheiten. (2007)
- Hermann Lübbe im Gespräch. (entrevistas) (2010)
- Geschichte lernen oder aus der Geschichte lernen? Praktische Konsequenzen der Geschichtstheorie. In: Reinalter, Helmut; Edler, Maria (Hrsg.) Krise der Geisteswissenschaften? Weimar: Edition Weimar, 2011, p. 75-96.
- "Verspätete Nation". Überraschende Ergebnisse einer Pflichtlektüre. Zeitschrift für Ideengeschichte, v. 7, n. 2, p. 83-102, 2013.
- Zivilisationsdynamik. Ernüchterter Fortschritt politisch und kulturell. (2014)
- "Zur Auseinandersetzung mit Aufklärungsirrtümern in der Ritter-Schule". In: Schweda, Mark; Bülow, Ulrich von (Hrsg.) Entzweite Moderne. Zur Aktualität Joachim Ritters und seiner Schüler. Göttingen: Wallstein, 2017.
- "Konservatismus: eine Liberalitätsgarantie in Modernisierungsprozessen". In: Lammert, Norbert; Klose, Joachim (Hrsg.) Balanceakt für die Zukunft: Konservatismus als Haltung. Göttingen: Vandenhoeck & Ruprecht, 2019, p. 115-119.

## Publicações em outras línguas
- La secolarizzazione, storia e analisi di un concetto. Bologna: Il Mulino, 1970.
- Seriedade e perigos da futurologia. Humboldt, n. 26, p. 28-29, 1972.
- Gli hegeliani liberali. Roma-Bari: Laterza, 1974 (Tradução de Die hegelsche Rechte)
- Some characteristic aspects of science policy in the Federal Republic of Germany. Research Policy, v. 3, p. 172-180, 1974.
- A função da história na atualidade. Kulturbrief - Crônica Cultural, 1975, p. 12-13.
- A philosopher at the airport. Encounter, p. 72-74, august 1978.
- Hegelovska desnica. Sarajevo: Vedelin Maslesa, 1980 (Tradução bósnia de Die hegelsche Rechte)
- Filosofía práctica y teoría de la historia. Barcelona: Alfa, 1983.
- Ilustración y consciencia histórica. In: Actas del simposio Posibilidades y límites de una historiografía nacional. Madrid: Instituto de Información y Documentación, 1984.
- Togil ui chongch'i ch'orhak. Hegel sahu put'o che il ch'a segye taejon kkaji. Seoul, 1985 (Tradução coreana de Politische Philosophie in Deutschland).
- Scientific Practice and Responsibility. In: Doeser, M. C. & Kray, J. N. Facts and values. Philosophical Reflections from Western and Non-Western Perspectives. Dordrecht: Martinus Nijhoff, 1986, p. 81-95.
- Techníeskie i socíal'nye: zmenija kak problema oríentacii. Filosofíja techniki v FRG, 1989. p. 162-171 (Tradução russa de Technischer und sozialer Wandel als Orientierungsproblem).
- Autoportrait philosophique. In: Mercier, André & Svilar, Maja (éds.) Philosophes critiques d'eux-mêmes. Bern/Frankfurt: Peter Lang, 1990.
- Ekoloski problemi u kulturalnoj mijeni. Sarajevo: Veselin Maslesa, 1990 (Tradução bósnia de Ökologische Probleme im kulturellen Wandel).
- «La identidad de Europa y el proceso de union europea» (em espanhol) (Universidad de Alcalá, 1992).
- Gakumon no kachi no hensen ni okeru daigaku. In: Akabane Hiroya (Übers.): Daigaku no rinen. Tokyo, 1993, p. 121-143 (Tradução japonesa de Die Universität im Geltungswandel der Wissenschaft).
- Muzealizacja. O powiązaniu naszej teraźniejszości z przeszłością, przeł. E. Paczkowska-Łagowska, w: Estetyka w świecie. Wybór tekstów. V. 3, red. M. Gołaszewska, Kraków 1993, p. 7–29 (Tradução polonesa de Musealisierung. Über die Vergangenheitsbezogenheit unserer Gegenwart).
- Историческая идентичность. Вопросы философии, n. 4, p. 94-113, 1994 (Tradução russa de "Identität durch Geschichten", cap. 12 de Geschichtsbegriff und Geschichtsinteresse).
- La sécularisation ou l'affaiblissement social des instituitions religieuses. In: Revue de Métaphysique et de Morale, 100e année, n. 2, p. 165-183, 1995.
- Doitsu seiji tetsugaku shi. Hegel no shi yori daiichi ji sekaitaisen made. Hosei, 1998 (Tradução japonesa de Politische Philosophie in Deutschland).
- Religione e politica dopo l'Illuminismo. Quaderni Interdisciplinari, v. 2, p. 167-192, 2000.
- The historicity of totalitarianism: George Orwell’s evidence. In: Maier, Hans (ed.) Totalitarism and political religions (Vol. 1). Routledge, 2004, p. 235-239.
- La politica dopo l'illuminismo. Saggi filosofici. Rubbettino, 2007.
- El derecho a ser diferente. Sobre la filosofía del regionalismo. In: Höffe, Otfried & Isensee, Josef (orgs.) Panorama de filosofía política. Contribuciones alemanas. Fundación Konrad Adenauer, 2007, p. 59-68.
- Qué es un pueblo? La nueva actualidad del derecho de autodeterminación. In: Höffe, Otfried & Isensee, Josef (orgs.) Panorama de filosofía política. Contribuciones alemanas. Fundación Konrad Adenauer, 2007, p. 111-118.
- Prefácio da terceira edição alemã. In: Schapp, Wilhelm. Envolvido em Histórias. Sobre o ser do homem e o da coisa. Porto Alegre: Sérgio Antonio Fabris Editor, 2007, p. 9-11.
- The contraction of the present. In: Rosa, Hartmut & Scheuerman, William (eds.) High-speed society. Social acceleration, power, and modernity. Pennsylvania University Press, 2009, p. 159-178.
- Religione dopo l'illuminismo. Morcelliana, 2010.
- Elites in an egalitarian society. In: Henn, Rudolf et alii (eds.) Employment and the transfer of technology. Berlin: Springer, 2011, p. 21-38.
- Карл Шмитт в восприятии либералов. Логос, v. 5, p. 143-157, 2012 (Tradução russa de 'Carl Schmitt liberal rezipiert').
- Positivismo e fenomenologia. Mach e Husserl. Discipline Filosofiche, v. 23, n. 1, p. 9-37, 2013.
- La théologie politique comme théologie d'une religion repolitisée. Les Études Philosophiques, n. 111, p. 485-496, 2014.
- Los valores: su concepto, su transformación y su abuso moralista. In: Augustín, George (ed.) El cambio de valores. Análisis y respuestas. Maliaño: Sal Terrae, 2014, p. 31-42.
- «Esquecimento e historicização da memória». Estudos Históricos, v. 29, n. 57, p. 283-298, 2016.